# Центральна районна бібліотека (Біловодськ)
Центральна районна бібліотека Біловодського району Луганської області — комунальна установа, завданням якої є бібліотечно-інформаційне обслуговування населення, що проживає на території Біловодського району. Бібліотека діє на основі Статуту «Централізованої бібліотечної системи Біловодського району Луганської області», де визначені мета і завдання, права і обов'язки, організаційна структура і управління, соціальні гарантії працівників бібліотеки, формування і використання єдиного бібліотечного фонду та фінансово-господарська діяльність. [Архівовано 26 жовтня 2017 у Wayback Machine.]

## Історія
Бібліотека була відкрита в слободі Біловодськ в 1897 році Харківським комітетом письменності у квартирі земського начальника. Вже 1902 року бібліотека переїхала у новозбудоване спеціальне приміщення. Бібліотека утримувалася за рахунок коштів, одержаних від земства, пожертвувань місцевого товариства інтелігенції і невеликої допомоги від товариства селян.
Починаючи з 1930 року, бібліотека розширила свою діяльність: відкрилися читальний зал і абонемент, розпочали роботу дитяча бібліотека і 18 хат-читалень. У цей період бібліотекарі приділяли значну увагу освітній роботі, проводячи народні читання, організовуючи недільні школи для неписьменних і малописьменних читачів.
Важким випробуванням для бібліотеки стали роки Другої світової війни, під час якої було знищено велику частину фонду. Після звільнення Біловодська було багато зроблено для того, щоб відродити установу, заново створити книжковий фонд.
Після війни бібліотека була розташована в одній маленькій кімнатці в районному Будинку культури. Тут було розміщено і абонемент, і кімната для ігор, і читальня, і книгосховище.
У 1964 році під бібліотеку було виділено приміщення в якому вона міститься й тепер. У центральній районній бібліотеці, крім відділу обслуговування, створили методично-бібліографічний відділ, відділи комплектування й обробітку, організації й використання книжкових фондів. Щокварталу методично-бібліографічний відділ видавав списки нової літератури, яка надходила в систему. Кожен житель району через свою сільську бібліотеку міг дізнатися, чи є книга, яка його цікавить, як і де можна одержати її.
Постійно поліпшувалося комплектування, змінювався склад читачів, формувалося коло помічників — справжніх любителів книги.
У 2009 році рішенням сесії Біловодської районної ради централізована бібліотечна система набула статус юридичної особи — комунальна установа «Централізована бібліотечна система Біловодського району Луганської області».
Станом на 2017 рік на базі бібліотеки створені любительські клуби та об'єднання за інтересами: «Берегиня», «Знай, люби, бережи», «Світлиця-чарівниця», «Натхнення», «Закон», «Білі води». [Архівовано 26 жовтня 2017 у Wayback Machine.]

## Структура

### Відділи
- Директор: Шикова Світлана Василівна
- Відділ організаційно-методичної роботи
- Відділ обслуговування для дорослих
- Відділ обслуговування для дітей
- Відділ комплектування та обробки літератури

### Філії
- Євсугська філія
- Бараниківська філія
- Семикозівська філія
- Брусівська філія
- Городищенська філія
- Данилівська філія
- Деркульська філія
- Зелеківська філія
- Кононівська філія
- Парневська філія
- Литвинівська філія
- Лимарівська філія
- Новолимарівська філія
- Новоолександрівська філія
- Нижнебараниківська філія
- Плугатарська філія
- Третяківська філія
- Шуліківська філія

## Фонди і користувачі
У 1903 році фонд бібліотеки налічував 2623 книги, а її користувачами були 730 читачів.
У 1950 році книжковий фонд становив 5000 примірників, а кількість користувачів — приблизно 1500 читачів.
Станом на 2015 книжковий фонд Центральної районної бібліотеки нараховує 34806 примірників та 3600 користувачів.

## Бібліотекарі
З 1902 до 1907 року завідувачкою працювала Катерина Іванівна Буткова.
Значна заслуга у відбудові бібліотеки у післявоєнний період належить Зінаїді Іванівні Дмитрієвій, яка працювала завідувачкою, та Олександри Михайлівні Зав'яловій. Олександра Михайлівна працювала в Центральній районній бібліотеці Біловодського району впродовж 40 років. В останню чверть XX ст. Багато сил і енергії віддали своїй роботі завідувачка районної бібліотеки Віра Миколаївна Матлаєва і директор центральної бібліотечної системи Антоніна Миколаївна Цьома. Під їх керівництвом бібліотека стала однією з кращих в області.

## Послуги
Відвідувачі бібліотеки мають можливість:
- пройти курс комп'ютерної грамотності і здобути або покращити навички роботи з необхідними програмами та Інтернетом;
- ділитися фото, музикою, відео з друзями у соціальних мережах;
- влаштувати собі цікавий відпочинок та екскурсії з Інтернетом;
- здійснювати покупки через Інтернет;
- вивчити іноземну мову або перекласти текст за допомогою фахівця в бібліотеці, або в онлайновому режимі;
- прочитати новини свого регіону, країни, світу і висловити свою думку;
- ознайомитися з інформацією органів влади.